# Åsa Haraldsdottir de Agder
Åsa Haraldsdottir de Agder (n. 794), fue una reina noruega semilegendaria de la era vikinga que gobernó el pequeño reino de Agder, según las sagas del clan Yngling. Fue la madre de Halfdan el Negro y abuela de Harald el de los Hermosos Cabellos.
Åsa era la hija del rey Harald Granraude de Agder, y era famosa por su belleza. El rey Gudrød el Cazador de Borre en Vestfold pidió su mano a la muerte de su primera esposa pero el rey Harald rechazó la propuesta matrimonial. Entonces Gudrød Veidekonge asesinó al padre y a Gyrd, hermano de Åsa, a quien secuestró y obligó a casarse con él. Un año después, Åsa dio a luz a Halfdan el Negro, y al año siguiente Åsa se vengó de la muerte de sus familiares y de su secuestro y violación haciendo que un sirviente matara a su marido. Dejó el reino de Borre en manos de su hijastro Olaf Geirstad-Alf y se llevó a su hijo Halfdan con ella de regreso al reino de Agder, su hogar, donde tomó el poder. Åsa gobernó en Agder durante veinte años, y después cedió el trono a su hijo. También exigió a Olaf que cediera la mitad del reino de Borre a su hermanastro.
Existen teorías de que la reina Åsa es la mujer enterrada en el famoso barco de Oseberg del año 834, pero no han sido confirmadas.